# Paddle (Spanking)

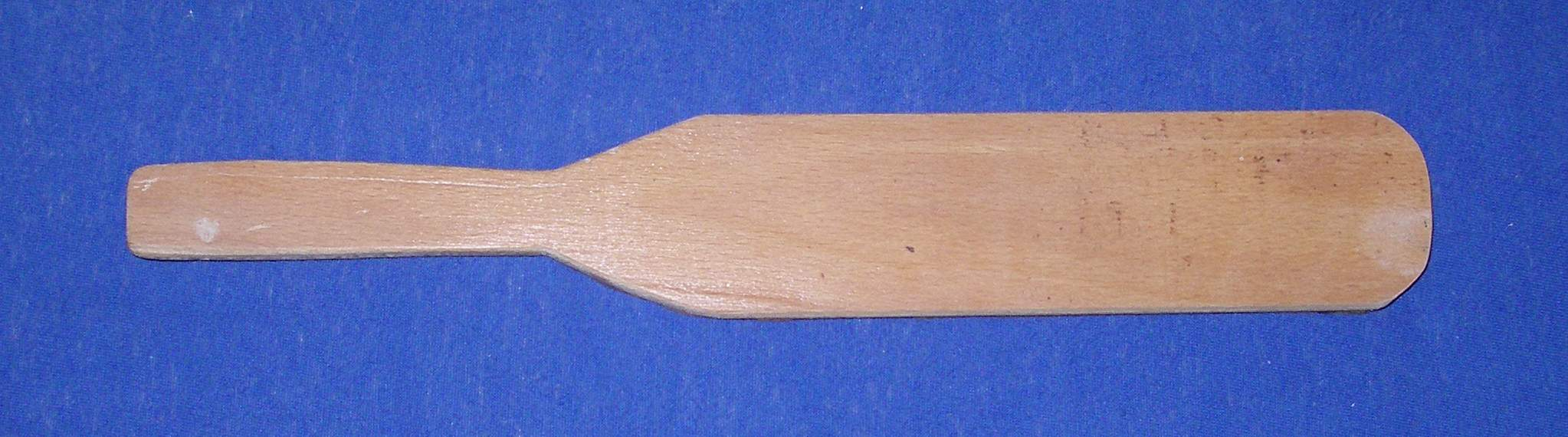
Ein Holzpaddle

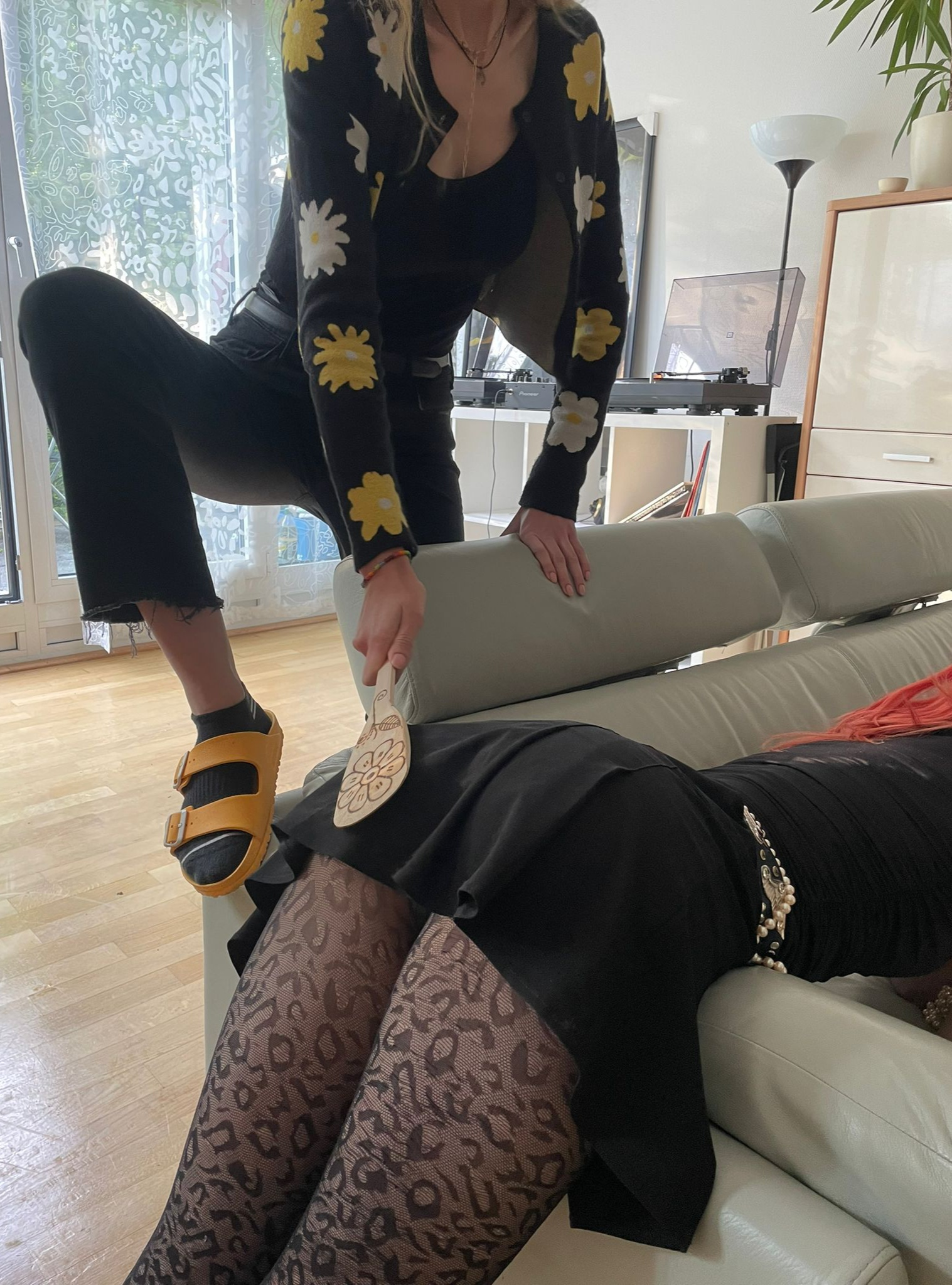
Zwei Frauen beim Spanking mit Paddle

Der englische Begriff Paddle bezeichnet außer dem gleichnamigen Gerät zum Paddeln auch ein Züchtigungsinstrument, meist aus Holz, das vor allem in den USA an Schulen und im familiären Bereich für Körperstrafen auf das Gesäß (Spanking) eingesetzt wird.

## Beschaffenheit und Einsatz
Das Instrument besteht aus einem Holzbrett mit einem Griffende; zur Herstellung von Paddles wird ein möglichst hartes Holz verwendet. In die Schlagfläche, die bei hochwertigen Paddles glatt abgerundet und lackiert ist, sind manchmal zur Verringerung des Luftwiderstands einige (ca. 5 bis 20) kleinere Löcher gebohrt, wodurch die Züchtigung deutlich schmerzhafter wird. Die Züchtigung mit einem Paddle wird im Englischen paddling genannt. An den mit körperlichen Bestrafungen arbeitenden Schulen werden diese fast immer mit einem (Holz-)Paddle vollzogen; bei älteren Schülern ist die körperliche Züchtigung überwiegend das Mittel letzter Wahl. Aber auch ältere Schüler sind weiterhin in großem Umfang von Paddlings betroffen; vor allem in den Südstaaten der USA macht sich das langsame Zurückgehen schulischer Spankings über die letzten zwanzig Jahre noch kaum bemerkbar.

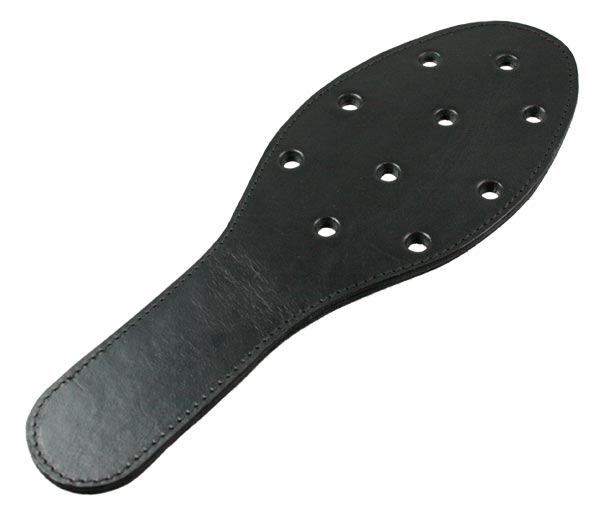
Lederpaddel mit Löchern

Im schulischen Bereich erfolgt ein Paddling als Bestrafung für ein Fehlverhalten unterschiedlicher Natur heute in der Regel auf das bekleidete Gesäß der Schülerin oder des Schülers, entweder vor den Mitschülern im Klassenzimmer oder in der etwas weniger öffentlichen Sphäre des Direktorats, jedoch auch dort regelmäßig vor weiteren Zeugen. Durchschnittlich erhalten die Schüler zwei bis fünf (in Privatschulen bis zu acht oder bei Wiederholungsdelikten bis zu zwölf) Schläge mit dem Paddle. Sehr oft kommen außerdem in Schulen und Sportvereinen individuelle und kollektive Bestrafungen von jungen Sportlern wegen „Unpünktlichkeit“, „mangelnden Einsatzes“, „fehlenden Teamgeistes“ oder dgl. coram publico vom Sportlehrer bzw. coach vor, wobei das Gesäß meist kaum durch Kleidung geschützt ist und die Jugendlichen außerdem oft eine höhere Anzahl von Paddlehieben als im sonstigen schulischen Kontext bekommen. Bei Jungen sind auch Nacktbestrafungen nach dem Duschen, oder nur mit dem in US-Schulen beim Sportunterricht vorgeschriebenen Jockstrap bekleidet nicht selten, wobei solche oft harten Züchtigungen aus einem falsch verstandenen Männlichkeits- und Teamgeist fast immer unaufgedeckt bleiben oder trotz ihrer auch sexualisierten Komponente die elterliche Zustimmung und stillschweigende administrative Duldung finden. Dabei bildet das in den USA weithin fraglos akzeptierte paddling durch coachs eine Grauzone, in der unbemerkt auch sadistische Übergriffe geschehen können. Früher wurden auch in Schulen noch häufiger Paddles aus schwerem Leder eingesetzt (mit oder ohne Lochung); heute hat sich deren Gebrauch eher auf Erziehungsheime und -camps verlagert. Im häuslichen Bereich werden in den USA von den Müttern eher Kochlöffel und Haarbürsten, von den Vätern neben Paddles vielfach auch Gürtel zur Bestrafung benutzt. In ländlichen Gebieten gibt es die Tradition, dass Jungen die Paddles für ihre Züchtigung selbst herstellen müssen.

## Herstellung und Vertrieb
Paddles wurden früher meist selbst angefertigt, da dies keine großen Schreinerkenntnisse erfordert. Inzwischen gibt es eine Vielzahl von US-amerikanischen Unternehmen, die Paddles kommerziell herstellen und erfolgreich auf dem aufnahmebereiten Massenmarkt vertreiben. Von einzelnen kleinen Handwerksbetrieben im Besitz bibeltreuer Christen werden sie auch verschenkt. Weiterhin gibt es einen nicht unbedeutenden Markt für Souvenir- und Spaß-Paddles mit humorvoll gemeinten Aufschriften wie z. B. Bald man’s hairbrush (Haarbürste für Glatzköpfige) oder Attitude Adjuster (Verhaltensberichtiger – die auch mit dieser Intention und nicht „spaßeshalber“ von den Eltern benutzt werden).
Möglicherweise ist das Paddle ursprünglich aus dem Wäschebleuel entstanden, der als Schlägel zum Wäschewaschen früher in praktisch jedem Haushalt zu finden war.

## Befürwortung und Hintergrund, soziologische Aspekte
Während Körperstrafen an Kindern in den meisten europäischen Ländern von der Mehrheit der Bevölkerung abgelehnt werden oder sogar gesetzlich verboten sind, finden sich in den USA viele Befürworter dieser Strafmaßnahmen. Insbesondere evangelikale Christen propagieren, protegieren und praktizieren, was von vielen als Widerspruch zu ihrer Religion gesehen wird, körperliche Züchtigungen bereits bei sehr jungen Kindern und bei Jugendlichen bis ins hohe Teenager-Alter. In den folgenden 17 amerikanischen Bundesstaaten ist Paddling an staatlichen Schulen derzeit per Gesetz zugelassen: Alabama, Arizona, Arkansas, Florida, Georgia, Indiana, Kansas, Kentucky, Louisiana, Mississippi, Missouri, North Carolina, Oklahoma, South Carolina, Tennessee, Texas und Wyoming (Stand: August 2025). Nach einer Schätzung des amerikanischen Bundeserziehungsministeriums gab es im Schuljahr 1996/97 an allen staatlichen US-Schulen insgesamt rund 458.000 Paddlings, das entspricht etwa 1 % der Schüler. Die prozentual meisten Paddlings gibt es in Arkansas und Mississippi (über 10 % der Schüler erhalten dort mindestens ein Paddling im Schuljahr) und in den weiteren Südstaaten der USA bzw. im Bible Belt. Männlich-jugendliche schwarze Schüler werden überproportional häufig mit dem Paddle gezüchtigt, sowohl individuell als auch kollektiv; aber auch im häuslichen Bereich erleben diese Jugendlichen, allerdings genauso wie jugendliche Angehörige anderer Bevölkerungsminderheiten (z. B. Hispanics), deutlich mehr körperliche Bestrafungen als ihre weißen Altersgenossen. In allen Bundesstaaten, mit Ausnahme von fünf Staaten (Stand August 2025), sind Körperstrafen zwar nicht an staatlichen, aber an allen Privatschulen erlaubt und werden auch dort ggf. meist als Paddling, seltener als Strapping praktiziert. Im häuslichen Bereich werden in den USA körperliche Bestrafungen jedoch überwiegend nicht mit dem Paddle, sondern mit einem Gürtel oder Riemen (belting bzw. strapping) durchgeführt.

## Sonstiges und Einsatz beim BDSM
Weiterhin spielen Paddlings in den USA auch heute noch eine wichtige Rolle bei den berüchtigten Aufnahmezeremonien von fraternities (amerikanischen Studentenverbindungen) und im dortigen BDSM-Bereich. In Europa kennt man sie erst seit neuerer Zeit. Trotz ihrer großen Beliebtheit in den USA konnten Paddles sich hier nie durchsetzen. (In Europa wurde stattdessen zu den Zeiten, als Körperstrafen noch weit verbreitet waren, der schmerzhaftere Rohrstock oder vor allem in Schottland und Irland die ebenfalls sehr schmerzhafte Tawse vorgezogen, mit der in den Schulen meist auf die Hände, aber bei Jungen auch – und wesentlich schmerzhafter als auf die Hände – auf das Gesäß bestraft wurde. Im schulischen Bereich in Deutschland waren zuletzt Schläge auf die Finger mit einem Stecken oder Lineal (sogenannte „Tatzen“) die meistverwendete Körperstrafe, bevor auch diese abgeschafft wurde.